# Between the Buried and Me
Between the Buried and Me (сокр. BTBAM) — прогрессив-метал-группа из города Роли в Северной Каролине.

## История

### Первые годы и первый и одноимённый альбом (2000—2002)
Группа была образована в 2000 году в Роли, столице Северной Каролины, после распада металкор-групп From Here On и Prayer for Cleansing, членами которых были Томми Роджерс (вокал), Пол Вэггонер (соло-гитара) и Уилл Гудиер (ударные). Чуть позже к ним присоединились Николас Флетчер и Джейсон Кинг, играющие на ритм-гитаре и бас-гитаре соответственно. Название «Between the Buried and Me» было выбрано после отрывка из текста песни Counting Crows «Ghost Train». Первым релизом BTBAM была демо, содержащая три песни, каждая из которых была перезаписана для одноимённого дебютного альбома группы, выпущенного на лейбле Lifeforce Records в 2002 году. Песня «Aspirations» стала первым клипом группы. Альбом изначально не имел успеха, но сумел привлечь внимание Victory Records, на который они позже подписали контракт. Victory переиздали альбом в 2004 году как расширенный компакт-диск.
Группа гастролировала в поддержку своего первого альбома с канадской металкор-группой The End.

### The Silent Circus,AlaskaиThe Anatomy Of(2003—2006)
В августе 2003 года BTMAM отправились в студию Q Division в Сомервилле, штат Массачусетс, чтобы записать свой второй альбом The Silent Circus, выпущенный в октябре того же года. Позже он был переиздан в 2006 году с концертным DVD выступления группы в The Cat’s Cradle в Чапел-Хилл, Северная Каролина 17 июля 2005 года. Марк Кастильо играл на ударных в The Silent Circus, заменив Гудиера.
После выпуска The Silent Circus группа сменила множество участников, прежде чем был собран текущий состав для их третьего альбома, Alaska. На ударных Марк Кастильо был заменен Джейсоном Ро, а затем Блэйком Ричардсоном. На ритм-гитаре Флетчера заменил Шейн Блей, а затем Дасти Уоринг. А по бас-гитаре Кинга заменил Кевин Фальк, а затем Дэн Бриггс . Это остается текущим составом.
В сентябре 2005 года BTBAM выпустили альбом Alaska. В альбоме были выпущены синглы «Selkies: The Endless Obsession», «The Primer» и «Backwards Marathon». В следующем году группа выпустила свой первый кавер-альбом The Anatomy Of, сборник каверов на группы, которые повлияли на них, включая Metallica, King Crimson, Pantera, Faith No More, Queen, Pink Floyd, Earth Crisis, Counting Crows, и Soundgarden. В начале 2006 года BTBAM гастролировали в поддержку Bleeding Through вместе с Every Time I Die и Haste The Day. Они также были на втором этапе Ozzfest 2006. В конце 2006 года они участвовали в туре Radio Rebellion.

### ColorsиThe Great Misdirect(2007—2009)
В сентябре 2007 года BTBAM выпустили свой четвёртый студийный альбом (пятый, если включить The Anatomy Of), Colors.
В сентябре 2007 года, после выпуска Colors, группа отправилась в турне с Animosity и Horse the Band. Турне завершилось их выступлением 4 ноября на фестивале Saints and Sinners Fest в Асбери-Парке, штат Нью-Джерси. В декабре 2007 года они снова отправились в тур с хэдлайнером при поддержке August Burns Red и Behold... The Arctopus. Группа также была основным саппортом во время британского турне The Dillinger Escape Plan в 2008 году. BTBAM были одними из участников «Progressive Nation '08», первого в ежегодном фестивале прогрессивной музыки, в котором также участвовали Dream Theater и Opeth.
Начиная с лета 2008 года и продолжая осенью, они выступали на разогреве в американском турне Children of Bodom, наряду с The Black Dahlia Murder. В начале декабря 2008 года они отправились в короткий тур с четырьмя шоу по Каролинам и Джорджии с другими группами из Каролины, такими как He Is Legend, Advent и Nightbear. 9 января BTBAM завершили месячный тур по Австралии с участием хедлайнеров Bleeding Through, As Blood Runs Black, In Trenches и The Abandonment. В сентябре 2009 года BTBAM отыграли канадский тур с Killswitch Engage и In Flames, наряду с поддержкой Protest the Hero.
31 мая 2009 года группа отправилась в студию, чтобы записать свой пятый альбом (шестой, если включать The Anatomy Of), The Great Misdirect. 29 сентября они выпустили сингл «Obfuscation», а 27 октября — сам альбом.

### The ParallaxиMetal Blade Records(2010—2014)
Летом 2010 года группа участвовала в очень горячем туре с As I Lay Dying, Underoath, War of Ages, The Acacia Strain, Architects, Cancer Bats и Blessthefall.
В начале 2010 года BTBAM гастролировали по Северной Америке с Cynic и Scale the Summit. После этого они отправились в Европу, вместе с Job For A Cowboy и August Burns Red.
В феврале 2011 года BTBAM подтвердили свое участие в фестивале New England Metal & Hardcore в 16 апреля в Вустере, штат Массачусетс. Они были главной опорой Hatebreed. В апреле и мае 2011 года они возглавили тур с участием Job for a Cowboy, The Ocean и в определённые дни Cephalic Carnage.
BTBAM заявили о своем переходе с Victory на Metal Blade Records и 12 апреля 2011 года быстро выпустили EP под названием The Parallax: Hypersleep Dialogues. В мае Victory Records объявили о выпуске альбома величайших хитов. как трехдисковый комплект. 16 января 2012 года BTBAM сообщила, что началась работа над второй частью альбома The Parallax, которая позже была выпущена 9 октября 2012 года под названием The Parallax II: Future Sequence.
BTBAM также объявили о европейском турне, которое начнется в Париже 2 сентября 2011 года и продолжится по всей стране и в Великобритании, а завершится в Москве 30 сентября. В июле 2011 года группа объявила о своем североамериканском турне «Saints & Sinners Tour», которое будет играть в течение ноября и декабря с Animals as Leaders и TesseracT. Они стали сохэдлайнерами Summer Slaughter 2012 под Cannibal Corpse вместе с множеством других метал-групп, таких как Exhumed, Job for a Cowboy, The Faceless и Veil of Maya, а затем совместный тур по Европе и Великобритании с Periphery и The Safety Fire.
Они также гастролировали по Японии и Австралии с Animals as Leaders в ноябре 2012 года. [14]
Осенью 2013 года они отправились в тур The Future Sequence Tour, где полностью отыграли The Parallax II: Future Sequence. Поддержку также оказали The Faceless, The Contortionist и Safety Fire.
14 февраля 2014 года было объявлено, что BTBAM запишет и выпустит концертный альбом The Parallax II: Future Sequence, полностью играя его с дополнительными инструментами, включая саксофон, перкуссионистов, флейту и струнный квартет. Релиз под названием Future Sequence: Live at the Fidelitorium был выпущен 30 сентября 2014 года.

### AutomataиSumerian Records(2018—2019)
Запись грядущего восьмого полноформатного альбома группы началась 31 июля 2017 года [16] и закончилась 6 сентября, а дата выхода запланирована на начало 2018 года.
28 декабря 2017 года басист Дэн Бриггс опубликовал запись песни, которую они закончили записывать отдельно от восьмого студийного альбома, завершенного в сентябре 2017 года.
В январе 2018 года группа анонсировала студийный альбом Automata. Датой релиза Automata I было объявлено 9 марта 2018 года на Sumerian Records. Вторая часть, Automata II, была выпущена 13 июля 2018.
Затем группа озаглавила всю часть тура Summer Slaughter в 2018 году. К ним присоединились такие группы, как Born of Osiris, Veil of Maya, ERRA, The Agony Scene, Allegaeon, Terror Universal, Soreption и Entheos.
В начале 2019 года они гастролировали с Automata II по США, начиная с февраля и заканчивая в марте. На открытии выступили Astronoid и TesseracT, за исключением нескольких дат.

### Отмена тура к 20-летию иColors II(2020-настоящее время)
Весной 2020 года группа должна была возглавить свой тур к 20-летию по Северной Америке, при этом первый этап состоял из песен, охватывающих их карьеру, а второй — The Great Misdirect, исполненный полностью. Но из -за пандемии COVID-19, группа отложила тур до тех пор, пока все ограничения не снимут.
16 ноября 2020 года группа объявила, что они пишут свой грядущий десятый студийный альбом и записывают его для запланированного выпуска в 2021 году.
24 июня 2021 года группа объявила о выпуске своего нового альбома Colors II. Релиз альбома запланирован на 20 августа 2021 года. Первый сингл альбома, «Fix the Error», был выпущен 25 июня 2021 года вместе с музыкальным видео 7 июля.

## Музыкальный стиль
Between the Buried and Me изначально не хотели идти по пути многих других групп и играть то, что было модно играть. Наоборот, они хотели разбить стены привычного звучания и создать что-то новое, уникальное.
Выпущенный в 2007 году альбом Colors он был описан группой как, «Взрослый современный прогрессив дэт-метал».

## Состав

### Нынешний состав
- Томми Роджерс — ведущий вокал, иногда клавишные (2000-настоящее время)
- Пол Вэггонер — соло-гитара, бэк и иногда ведущий вокал (2000-настоящее время)
- Дасти Уоринг — ритм-гитара (2005-настоящее время)
- Дэн Бриггс — бас-гитара, клавишные (2005-настоящее время), бэк-вокал (2005—2008)
- Блэйк Ричардсон — ударные (2005-настоящее время)

### Бывшие участники
- Джейсон Кинг — бас-гитара (2000—2004)
- Уилл Гудиер — ударные, бэк-вокал (2000—2002)
- Марк Дункан — ритм-гитара (2000)
- Николас Флетчер — ритм-гитара (2000—2003)
- Майкл Рейг — ударные (2002—2003)
- Марк Кастилио — ударные (2003—2004)
- Шэйн Блэй — ритм-гитара (2004)
- Джейсон Рой — ударные, перкуссия (2004—2005)

Временная шкала

## Интересные факты
- Томи Роджерс создал свой электронный проект под названием Thomas Giles.
- Дасти Уоринг и Блэйк Ричардсон, помимо Between the Buried and Me, играют в группе Glass Casket.
- Томи Роджерс и Якоб Трот выпустили свою линию одежды, названную Jacob Rogers.
- Дэн Бригс и участники Fear Before the March of Flames и Abigail Williams создали экспериментал-команду Orbs.
- Майк Портной из группы Dream Theater, являющийся одним из главных людей, повлиявших на творчество Between the Buried and Me, назвал Colors альбомом года.

## Дискография
- 2001 — Demo
- 2002 — Between The Buried And Me[англ.]
- 2003 — The Silent Circus[англ.]
- 2005 — Alaska[англ.]
- 2006 — The Anatomy Of[англ.]
- 2007 — Alaska (instrumental)
- 2007 — Colors[англ.]
- 2009 — The Great Misdirect[англ.]
- 2011 — The Parallax: Hypersleep Dialogues[англ.]
- 2012 — The Parallax II: Future Sequence[англ.]
- 2015 — Coma Ecliptic[англ.]
- 2018 — Automata
- 2021 — Colors II
- 2025 — The Blue Nowhere

## DVD
- 2006 — The Silent Circus (resissue/dvda)
- 2008 — Colors (live)